# Kuchleria menadiara
Kuchleria menadiara is een vlinder uit de familie spanners (Geometridae). De wetenschappelijke naam is voor het eerst geldig gepubliceerd in 1893 door Thierry-Mieg.
De soort komt voor in Europa.